# Шлапак Василь Павлович
Шлапáк Васи́ль Пáвлович (15 травня 1942, с. Воронівці, Хмільницький район, Вінницька область, Українська РСР, СРСР — 27 березня 2010, смт. Уланів, Україна) - український педагог, історик, краєзнавець, письменник, поет, художник. За своє життя він встиг видати кілька краєзнавчих книжок: «Ластівка над Сниводою», «В моїм краю», «Нашого квіту по всьому світу».

## Життєпис

### Дитинство та юність
Прийшов на цей світ Василь Павлович 15 травня 1942 року в селі Воронівці, що у Вінницькій області, у родині селян. У 1949 році пішов до місцевої початкової школи. Подальший свій шлях навчання продовжив на студіях у сусідній  школі с. Лозна. Ріс Василь без батька, через що хлопець в юному віці мусив тяжко працювати: в основному він пас худобу в місцевому колгоспі ім. Калініна, працював стельмахом, на гранітному кар'єрі.

### Навчання
Василь Павлович навчався в Гущинецькому ПТУ.  Свою трудову діяльність Василь Павлович розпочав у 1967 році, коли вступив до Тульчинського культурно – освітнього училища.  

### Робота й доросле життя
Після навчання працював водієм вантажних автомобілів, комбайнером. В Уланові Василь знайшов роботу водія та монтера Хмільницької електромережі. Заочно закінчив Прилуцький енергетичний технікум. Після закінчення навчання він повернувся у рідне село Воронівці, де чотири роки працював завідуючим клубом. У своєму рідному селі він викладав креслення, фізичне виховання, трудове навчання. Вже будучи вчителем він поставив собі мету: закінчити історичний факультет Вінницького педінституту за спеціальністю історика. Уже в зрілому віці він закінчив ВУЗ. Як дипломований спеціаліст викладав історію, основи правознавства. Після того Василь Павлович отримав призначення на посади директора Рибчинецької школи. У ній він пропрацював до останніх днів життя.

#### Військова служба
З 1961 по 1964 роки служив в лавах Радянської Армії.

#### Особисте життя
Невдовзі після служби одружився з вчителькою з Рибчинець - Мельник Антоніною Василівною. Проживала сім'я в смт. Уланів.

## Краєзнавча і письменна діяльність
Василь Павлович завжди цікавився історією рідного краю. Історик присвятив частину свого життя на дослідження минулого Рибчинець, Воробіївки (нині частина с. Рибчинці). Наполегливо досліджував тяжкі роки Голодомору, політичних репресій. До своєї роботи долучав охочих школярів. Видав краєзнавчі та поетичні книги «Ластівка над Сниводою», «Нашого квіту по всьому світу». В 2008 на світ з'явилася його книга «В моїм краю». 

### Вірші

#### Вірші про Голодомор
- «Жертвам Голодомору»
- «Голодомор - 33»
- «Нема Хрестів, закидані могили...»

#### «Ранки над Сниводою»
- «На скирдуванні» (2002)
- «Комбайнеру»
- «Жнива»
- «На колгоспному току»
- «Спогад про дитинство»
- «Проводжали люди хлопця у солдати...»
- «Спогад»
- «Перемога»
- «Моє село - моя Батьківщина»
- «Життя проходить день за днем...»
- «Синички»
- «Біля Вічного вогню»
- «Пам'ять про 1949 рік»
- «Ми очерет косили на озерах...»
- «Матері чекають допомоги від дітей...»
- «Приїду у своє село»
- «Згадка»
- «Онукові»
- «Це було...»
- «Перша зустріч»
- «Пілоти ще всі сплять, бо тільки сходить сонце...»
- «Зустріч фронтовиків»
- «Дитинство у Воронівцях»
- «Зустріч фронтовиків»
- «Війна»
- «Пам'яті мами»
- «Госпіталь в Баку»
- «Санітарка»
- «Мій дім»
- «Після війни»
- «Кінець війни»
- «Мамам Рибчинецьких дітей»
- «Я - інспектор»
- «Я українець»